# 金東鳴
金 東鳴（キム・ドンミョン、朝鮮語: 김동명、1900年2月4日 - 1968年1月21日）は、朝鮮の詩人、政治評論家、随筆家。
号は超虚（チョホ、초허）。別名は金東嗚（キム・ドンオ、김동오）。教員生活を送りながら民族的悲哀の漂う抒情詩を多く残した。解放後は評論家、政治家としても活動している。

## 略歴
1900年6月4日、江原道溟州郡沙川面蘆洞里に生まれる。父は金済玉、母は申錫愚の一人息子である。幼いころは郷里の書堂に通い、漢文を学んだ。8歳のとき、咸鏡南道の元山に引越し、そこで小学校に入学する。母が苦労して学費を捻出してくれたおかげで、金は1915年に咸鏡南道の永生中学校に進学し、1920年に卒業した。翌1921年、興南市西湖里にある東振小学校の教員に就職する。その年の秋、平安南道の江西の小学校に転勤し、1922年2月、平安南道新安州にある学校に再び転勤した。
教員生活を送る中、玄仁圭と交友を持ち、文学に強い関心を抱くようになる。玄から借りたボードレールの詩集が金の文学の出発点となった。1923年、『開闢』10月号に「あなたがもし門をあけてくだされば（당신이 만약 내게 문을 열어주시면）」で文壇にデビューする。1925年、元山で印刷業を営む康基徳が学資を出すということで、金は渡日し、日本大学哲学科を経て東京の青山学院神学科に入学した。また、1926年には、西湖の名門、忠州池氏の娘、池貞徳と結婚した。青山学院を卒業すると、元山に戻り、教員を務めながら、詩作を続ける。1934年から1938年まで西湖里の私立学校である東光学園の園長を務めた。しかし、次第に日帝の圧力が強まり、思うままに文を書くことが許されないばかりか、自己の意とは異なることを書かされる状況に嫌気がさし、金は1942年から筆を絶ってしまう。
1945年8月15日、朝鮮が解放を迎えると、16日、金は興南市自治委員会の委員長に被選する。1946年には朝鮮民主党に加わり、咸鏡南道党部委員長になる。朝鮮民主党が10万人を越えるや、金日成は1946年12月、崔鏞健を送り、金を党から追い出す。金は身の危険を感じて、1947年4月に単身で越南した。ソウル市西大門区新村洞70の202番地に居を構え、韓国神学大学（現・韓神大学校）教授を経て、梨花女子大学の教授を13年間務めた。1955年、詩集『真珠湾』が第2回自由文学賞を受賞した。
1965年、高血圧と神経痛により、病床に臥す。1968年1月21日、昏睡状態に陥り、午後9時14分、南加佐洞で息を引き取った。その遺骸は23日、文人葬で忘憂里墓地に妻の李福順と合葬された。江原道江陵市沙川面美盧里に金東鳴詩碑が建てられている。

## 年譜
- 1900年6月4日、江原道溟州郡沙川面蘆洞里に生まれる。
- 1908年、咸鏡南道の元山に引っ越す。
- 1909年、元山の小学校に入学。
- 1915年、咸鏡南道の永生中学校に入学。
- 1920年、永生中学校を卒業。
- 1921年春、咸鏡南道興南市西湖里にある東振小学校の教員に就職。
- 1921年秋、平安南道江西の小学校に転勤。
- 1922年2月、江西から平安南道新安州にある学校の高等科に転勤。
- 1923年4月、新安州の学校を退職し、元山に行く。『開闢』に詩を発表する。
- 1925年3月、渡日、東京の青山学院神学科に入学。
- 1926年、忠州池氏の池貞徳と結婚。
- 1927年、長男、炳宇が生まれる。
- 1928年、青山学院を卒業。
- 1929年、元山の広石洞に間借りし、教員を務める。
- 1931年、母が死亡。
- 1934年、1938年まで東光学園の園長を務める。
- 1934年、長女、月河が生まれる。
- 1936年、次女、月州が生まれる。
- 1937年、妻が死亡。
- 1942年、李福順と再婚。
- 1944年、三女、月行が生まれる。
- 1945年8月、興南市の自治委員会の委員長を務める。興南中学校の校長を務める。
- 1946年、朝鮮民主党咸鏡南道党部委員長になる。
- 1946年、四女、月鈴が生まれる。
- 1947年4月、ソウルに引っ越す。
- 1937年5月、梨花女子大学の教授を務める。
- 1955年、第2回自由文学賞を受賞。
- 1959年、妻が死亡。
- 1960年、参議院議員になる。
- 1960年、河潤珠と再婚。
- 1965年、高血圧で倒れる。
- 1968年1月21日、死亡。

## 作品
- 1930年、詩集『내 거문고』
- 1936年、詩集『芭蕉』
- 1947年、詩集『하늘』（文隆社）
- 1947年、詩集『三八線』（文隆社）
- 1953年、詩集『真珠湾』（梨大出版部）
- 1957年、詩集『目撃者』（人間社）
- 1959年、随筆『世代의 揷話』（日新社）